# Mariner 2
Mariner 2 was een Amerikaanse onbemande missie naar de planeet Venus uit het begin van de jaren zestig. Deze ruimtevlucht was de eerste geslaagde poging om een andere planeet te bereiken. Deze verkenner was identiek aan Mariner 1, waarvan de lancering mislukte.

## Missiedoel

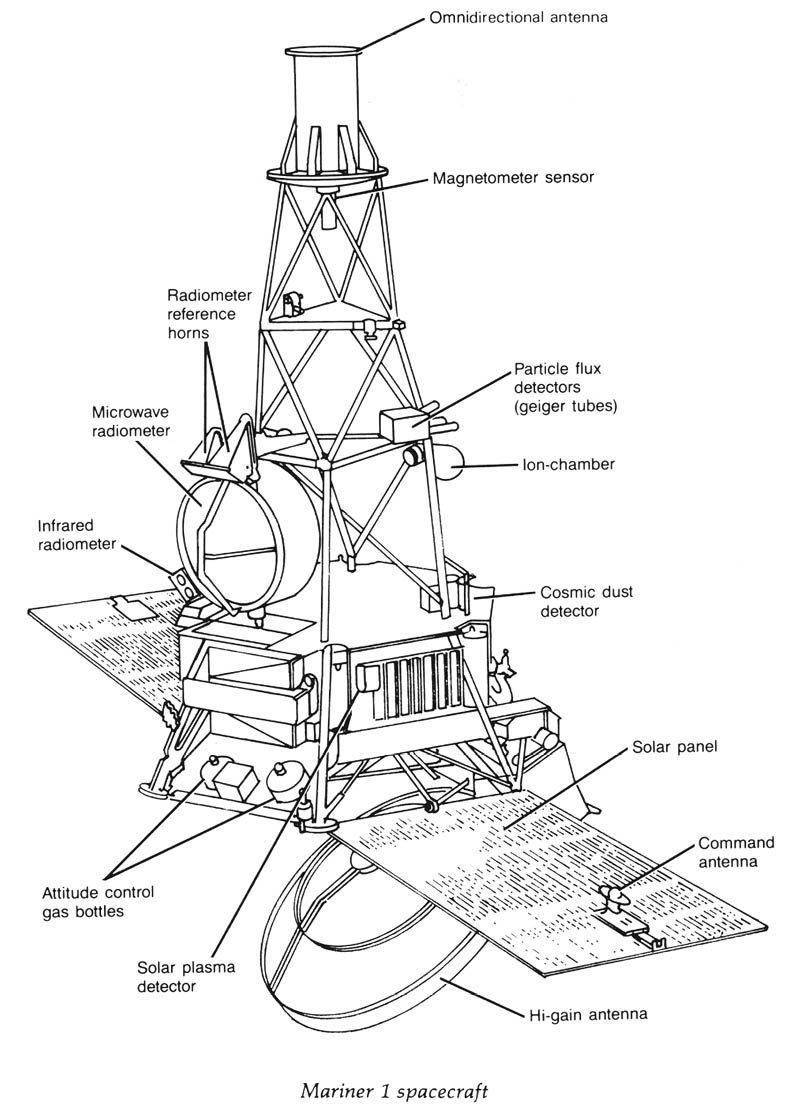
Schema van Mariner 1 en 2

Het doel van deze vlucht was informatie vergaren over de massa van Venus en diens atmosfeer, ionosfeer en magnetosfeer. Daarnaast verzamelde NASA gegevens over de interplanetaire ruimte, zowel voor als na de passage met Venus. Het was niet NASA's intentie om de sonde in een baan rond Venus te brengen, aangezien de toenmalige stand der ruimtevaarttechniek dit niet toeliet.

## Technische uitrusting

### Afmetingen
Mariner 2 bestond uit een hexagonaal frame van 1,04 m doorsnede en 36 cm hoogte, dat plaats bood aan zes magnesium dozen om boordinstrumenten en diverse brandstoftanks te herbergen. Hierop was een piramidevormige mast, met daarin een gedeelte van de wetenschappelijke apparatuur, bevestigd. De sonde had een spanwijdte van 5,05 m en was 3,66 m hoog. Temperatuurregeling vond plaats door middel van hittewerende afdekplaten, instelbare jaloezieën en reflecterende of absorberende oppervlakken.

### Energievoorziening
Aan de onderkant waren twee rechthoekige zonnepanelen aangebracht met een breedte van 76 cm van verschillende lengtes. Het ene was 1,83 m lang, het ander 1,52 m met een 31 cm groot dacron zonnezeil. Een zilver-zinkaccu met een vermogen van 1000 Wh werd gebruikt voor de panelen uitklapten, tijdelijk geen zonlicht opvingen of indien gedurende korte tijd veel vermogen vereist was.

### Communicatie
Onder aan het toestel hing een schotelantenne, een niet richtingsgevoelige antenne bovenaan en een antenne aan het uiteinde van ieder zonnepaneel voor onder meer koerswijzigingen. Radiocontact met de Aarde geschiedde door een 3 watt sterke zender.

### Standregeling en koerscorrectie
Voor standregeling maakte Mariner 2 gebruik van stuurraketjes op stikstof, voor koerswijzigingen was de verkenner aangewezen op een op hydrazine werkende raketmotor met een stuwkracht van 225 N. Ontbranding werd bewerkstelligd door stikstoftetroxide en aluminiumoxide pellets. De maximale afwijking van de standregeling, die de zon en aarde als richtpunt gebruikte, was 1°.

### Wetenschappelijke instrumenten

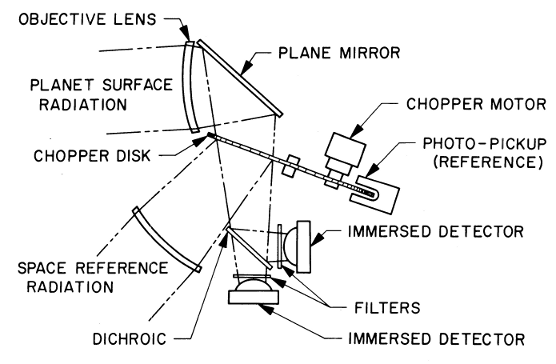
Schema van de infrarood radiometer

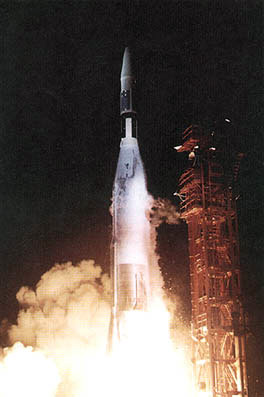
Lancering van Mariner 2

- Microgolf radiometer, om de straling van Venus te meten. Deze meter woog 9,94 kg, had een vermogen van 4 watt en een schotelantenne met een diameter van 50,8 cm. Twee referentiepunten, 60° van de meest gevoelige as gemonteerd, maten ruimtestraling; de antenne zelf de straling afkomstig van Venus. Het verschil in de gemeten waarden hiervan gaf een goede indruk van de hoeveelheid straling die van Venus zelf afkomstig was. Metingen vonden gedurende het half uur dat de sonde zich het dichtst in de buurt van Venus bevond plaats.
- Infrarood radiometer, om de temperatuur op Venus te meten. Tijdens de passage voerde dit instrument drie scans van Venus uit. Het mat de warmtestraling van kleine gebieden in de 8,4 en 10,4 micrometerband en bestond uit twee lenzen, waarvan er een op de ruimte was gericht ter controle. De nauwkeurigheid van de metingen varieerde van 2 K rond 200 K en 10 K bij temperaturen rond 500 K. Dit instrument had een vermogen van 2,4 watt en woog 1,3 kg.
- Magnetometer, om de richting en veldsterkte van zowel het interplanetaire als Venusiaanse magnetisch veld in kaart te brengen. Met een vermogen van 6 watt en een gewicht 2,177 kg functioneerde dit instrument bijna feilloos tot de vluchtleiding contact met de sonde verloor.
- Kosmische stralingsdetector, om onder meer na te gaan of en zoja hoever de gebieden zich uitstrekten, waarbinnen Venus geladen deeltjes kon vasthouden in haar magnetisch veld. Ook de samenhang tussen sterkte en afstand tot de zon van geïoniseerde deeltjes werd gemeten. Daarnaast hadden astronomen belangstelling voor tijdelijke afwijkingen in de hoeveelheid deeltjes in samenhang met veranderingen in het magnetisch veld en plasmaflux en de positie van het ruimtevaartuig. Dit instrument nam elektronen met een energie van meer dan 500 keV en protonen met een energie van meer dan 10 MeV waar, had een vermogen van 0,3 watt en woog 1,2 kg. Ook dit instrument functioneerde zonder problemen.
- Kosmische stofdetector, om de variaties in flux op verschillende afstanden tot de zon, Aarde en Venus te bepalen. Dit instrument werkte weliswaar 129 dagen, maar kreeg twee weken voor de passage met Venus technische problemen met de kalibratie. Oorzaak was een oververhit onderdeel. Deze had een gewicht van 840 gram en verbruikte 0,1 watt.
- Zonneplasma spectrometer, om flux en spectrum van positief geladen ionen van zonnewindplasma te meten. Met een vermogen van 1 watt en een gewicht van 2,18 kg bleef dit instrument bijna doorlopend dienstdoen tot 30 december 1962.
- Deeltjesdetector, die elektronen met meer dan 40 keV en protonen met meer dan 500 keV energie opspoorde, die in het magnetisch veld van Venus waren gevangen. Ook stelde dit instrument de eventuele verspreiding en veldsterkte hiervan vast. Deze woog 60 gram en verbruikte 0,3 watt.
- Verder stelde wetenschappers de massa van zowel maan en Venus, als de astronomische eenheid nauwkeuriger vast met behulp van het dopplereffect. Van 5 september tot 14 december 1962 en van 16 december tot 4 januari 1963 gebeurde dit met tussenpozen van twaalf uur; in de tussenliggende tijd met tussenpozen van een uur.[1]

## Verloop van de missie

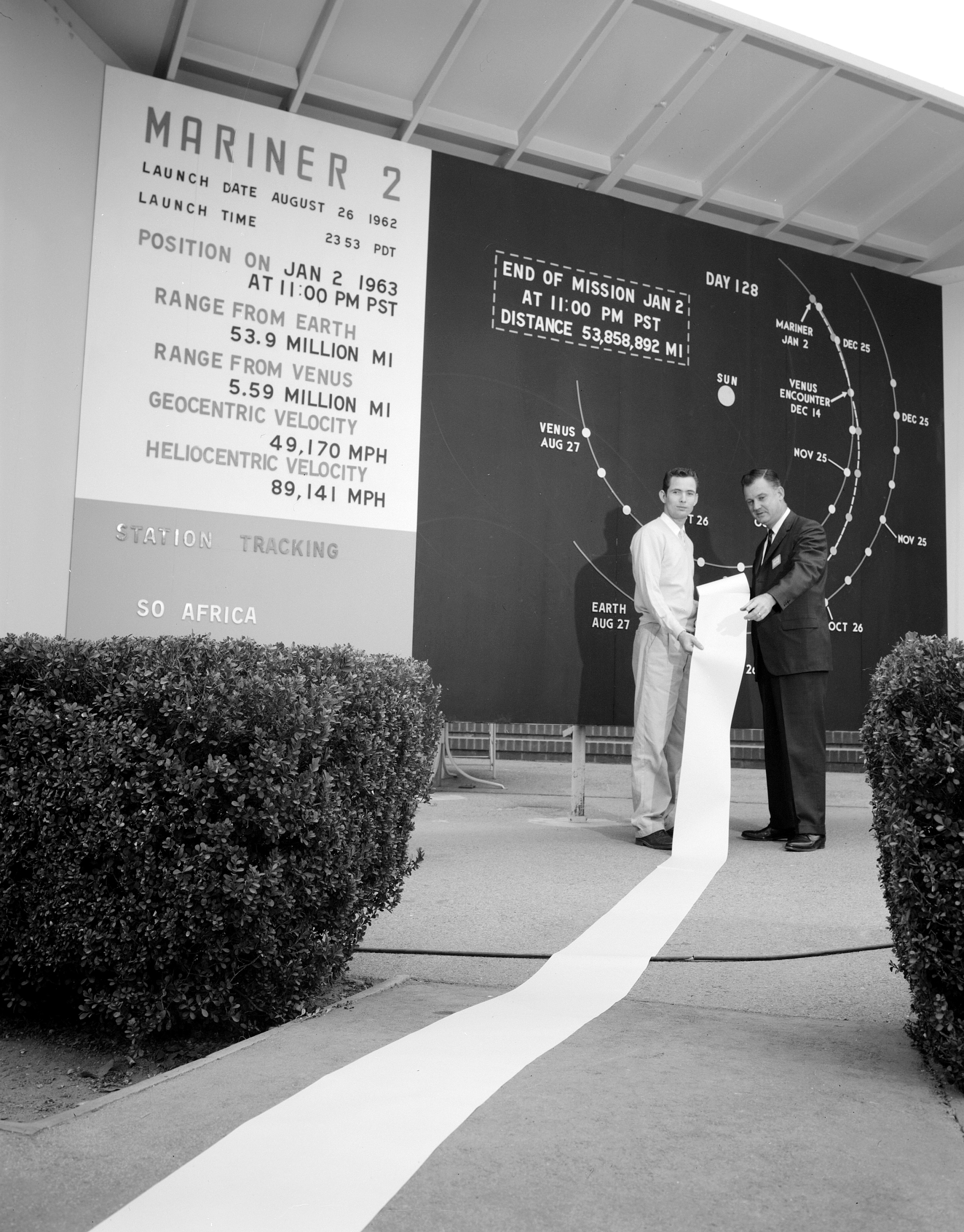
Een lange uitdraai van de Mariner 2-data voor diens vluchtschema (1963)

### Lancering
De Mariner 2 werd gelanceerd op 27 augustus 1962 met een Atlas-Agena draagraket vanaf Cape Canaveral. Deze sonde werd geconstrueerd door JPL en woog 202,7 kg.

### Vlucht
Drie kwartier na lancering klapten de zonnepanelen open en op 29 augustus schakelde men de wetenschappelijke instrumenten in. Nadat in de nacht van 4 op 5 september een geslaagde koerswijziging was uitgevoerd, verloor Mariner 2 op 8 september gedurende drie minuten alle standregelcontrole. Gelukkig herstelde de verkenner dit met behulp van zijn gyroscopen; een mogelijke verklaring was een aanvaring met een klein voorwerp, zoals een meteoriet.
Helaas bleef het daar niet bij. Op 31 oktober zakte het opgewekte vermogen van een der zonnepanelen dusdanig, dat dit NASA noodzaakte om alle wetenschappelijke instrumenten uit te schakelen om stroom te besparen. Om onverklaarbare redenen functioneerde dit paneel een week later weer perfect, zodat de vluchtleiding de apparatuur opnieuw inschakelde. Op 15 november ging het definitief mis en wekte het bewuste paneel geen elektriciteit meer op, maar tegen die tijd was Mariner 2 zo dicht bij de zon, dat het overgebleven paneel genoeg stroom opwekte. Op 14 december passeerde de verkenner Venus met als kleinste afstand 34.773 km, waarna hij verder vloog en een perihelium van ruim 105 miljoen km bereikte. Het laatste signaal kwam binnen op 3 januari 1963, op een afstand van 87,4 miljoen km van de aarde.
Mariner 2 bevindt zich nu in een heliocentrische baan.

### Wetenschappelijke resultaten
De Mariner 2 vond geen stralingsgordels of magnetisch veld van enige betekenis. Op Venus heerste een geschatte temperatuur van 425° C en een luchtdruk van 20 bar (dit was incorrect: tijdens latere missies bleek het warmer en de druk bijna vijfmaal hoger dan verondersteld). Verder kwam naar voren dat Venus een kurkdroge planeet moest zijn met een ononderbroken wolkendek dat tot 60 km hoogte reikte. De atmosfeer bestond voornamelijk uit CO2. Ook bleek dat de zonnewind in de interplanetaire ruimte continu voortraast en dat kosmisch stof hier veel minder voorkomt dan in de directe nabijheid van de Aarde.
Naar aanleiding van deze geslaagde vlucht schrapte NASA de geplande Venusmissie van Mariner 3, die in plaats daarvan een nieuwe bestemming kreeg: Mars.
Mariner 1 · Mariner 2 · Mariner 3 · Mariner 4 · Mariner 5 · Mariner 6 · Mariner 7 · Mariner 8 · Mariner 9 · Mariner 10